# Martin Koukal
Martin Koukal (n. 25 septembrie 1978, Nové Město na Moravě, Vysočina, Cehia) este un schior de fond ce a reprezentat Cehia, medaliat olimpic. A participat la 4 ediții ale Jocurilor Olimpice (1998, 2002, 2006, 2010) în care a câștigat o medalie de bronz.